# Mohe Gulian Airport
Mohe Gulian Airport (kinesiska: 漠河古莲机场) är en flygplats i Kina. Den ligger i provinsen Heilongjiang, i den nordöstra delen av landet, omkring 850 kilometer norr om provinshuvudstaden Harbin.
Runt Mohe Gulian Airport är det mycket glesbefolkat, med 5 invånare per kvadratkilometer. I omgivningarna runt Mohe Gulian Airport växer i huvudsak blandskog.